# Volkssport Gemeinschaft Altglienicke Berlin
Il Volkssport Gemeinschaft Altglienicke Berlin è una società calcistica tedesca con sede a Berlino. Nella stagione 2022-2023 milita in Regionalliga, quarta divisione del calcio tedesco.

## Storia
Il club ha sempre militato tra il settimo e il nono livello del campionato, fino al 2010, quando raggiunse la Berlin-Liga. 2 anni dopo, nel 2012, ottiene la prima storica promozione in Oberliga, il quinto livello, nel quale resterà però solo 2 anni prima di retrocedere. Dopo altri 2 anni di sesta serie ri-ottiene nel 2015-2016 la promozione in Oberliga e un anno dopo, nel 2016-2017 il club verrà promosso per la prima volta in Regionalliga, il quarto livello. 
Dopo 2 stagioni chiuse poco sopra la zona retrocessione nel 2019-2020 l'Altglienicke si piazza secondo solo dietro al Lokomotive Leipzig, mancando la promozione in terza serie solo per la media punti.

## Palmarès

### Competizioni regionali
- NOFV-Oberliga Nord: 1

2016-2017
- Berlin Liga: 2

2011-2012, 2015-2016
- Coppa dello stato federale di Berlino: 1

2019-2020

### Altri piazzamenti
- Fußball-Regionalliga:

Secondo posto: 2019-2020 (Regionalliga Nordost)